# Obereopsis bicoloripes
Obereopsis bicoloripes är en skalbaggsart som först beskrevs av Maurice Pic 1916.  Obereopsis bicoloripes ingår i släktet Obereopsis och familjen långhorningar.
Artens utbredningsområde är Taiwan. Inga underarter finns listade i Catalogue of Life.